# Tokkan kozō
Tokkan kozō (突貫小僧, Un noi honest) és un curtmetratge japonès mut de Yasujirō Ozu estrenat el 1929, basat en la novel·la The Ransom of Red Chief d'O. Henry.
Considerada durant molt de temps com a perduda, l'any 1988 es va trobar una versió editada de la pel·lícula amb una durada de quinze minuts en el format Pathé-Baby. El 2016, es va descobrir una segona còpia parcial que constava de vuit minuts inèdits, la qual cosa va permetre al laboratori de restauració digital de la Universitat de Rochester produir una còpia de vint-i-dos minuts en format Digital Cinema Package.

## Sinopsi
En Bunkichi segresta Tetsubo, un nen jove, i el porta al seu cap Gontora, però en Tetsubo demostra estar fora de control i causa els pitjors problemes als seus dos captors.

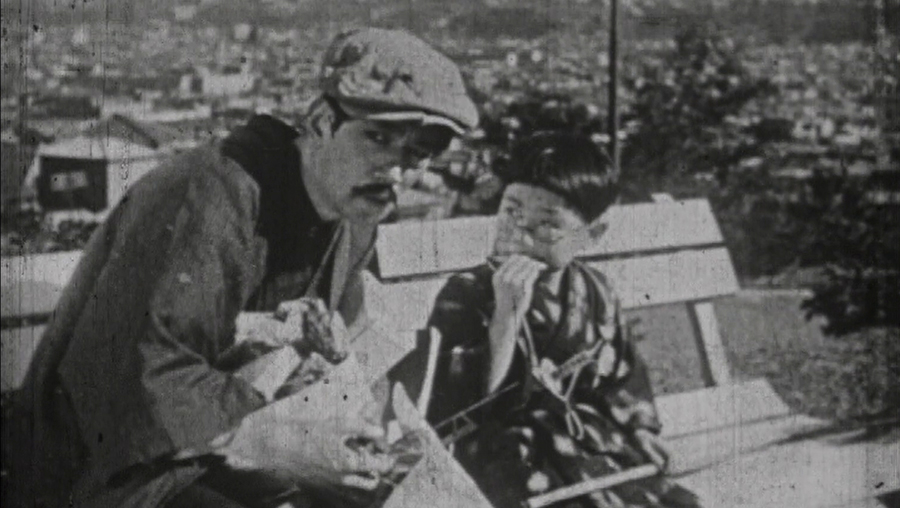
Escena de la pel·lícula amb Tatsuo Saitō i Tomio Aoki.

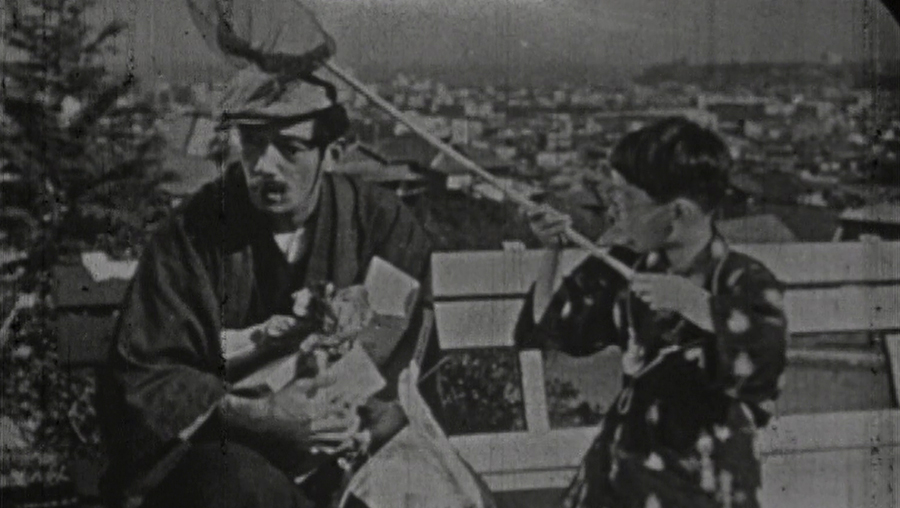
Escena de la pel·lícula amb Tatsuo Saitō i Tomio Aoki.

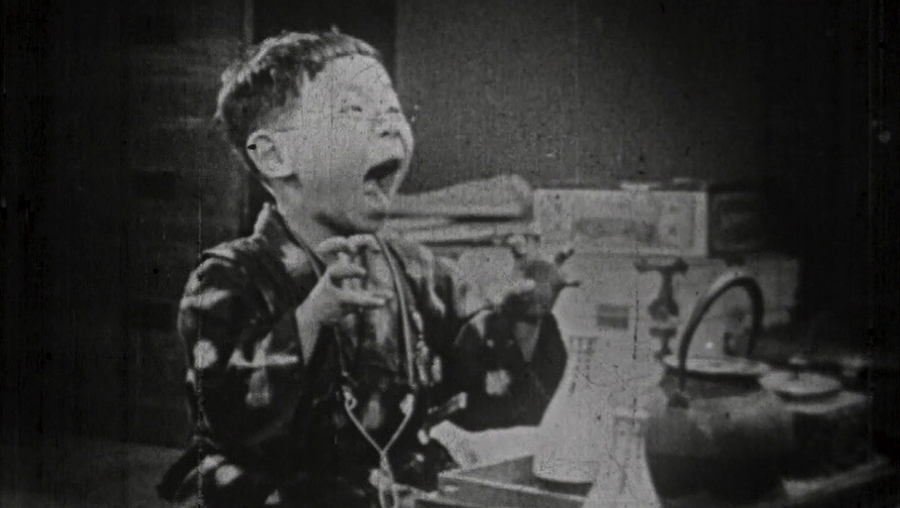
SEscena de la pel·lícula amb Tomio Aoki.

## Repartiment
- Tatsuo Saitō: Bunkichi, el segrestador
- Tomio Aoki: Tetsubo
- Takeshi Sakamoto: Gontora, el cap

## Sobre la pel·lícula
És la dotzena pel·lícula de Yasujirō Ozu i la sisena que va dirigir el 1929. El títol japonès Tokkan Kozō va donar el seu nom d'actuació a Tomio Aoki, aleshores de sis anys. La pel·lícula, una adaptació de la novel·la de The Ransom of Red Chief d'O. Henry en què es percep la influència dels mestres del slapstick com Harold Lloyd i és un exemple viu de la fascinació d'Ozu per la cultura americana.
Yasujirō Ozu va dir que per obtenir diners per comprar una marca de cervesa alemanya recentment importada, Kōgo Noda i va escriure el guió de la pel·lícula sota el pseudònim de Chuji Nozu, una contracció de Noda i Ozu. Yūharu Atsuta, l'assistent de càmera, recorda que la pel·lícula es va rodar en tres dies gairebé íntegrament al plató i a les proximitats immediates dels estudis Kamata de Shōchiku: el mur darrere de la petita comissaria de policia al final de la pel·lícula quan en Bunkichi crida Hey! Mr. Kidnapper! pertany a l'estudi. Només es va rodar l'escena del banc del parc a Yokohama. Atsuta també diu que l'estreny programa de producció va fer que l'Aoki fos tan irritable que el seu comportament fora de la pantalla rivalitzava amb el del seu personatge.
La ressenya de Tokkan kozō a la revista Kinema Junpō el desembre de 1929 va elogiar l'agilitat dels moviments de la càmera i la direcció dinàmica de l'actuació dels actors Tomio Aoki, Takeshi Sakamoto i Tatsuo Saitō.
Considerada durant molt de temps una pel·lícula perduda, una primera versió de 15 minuts d'aquesta pel·lícula es va trobar el 1988 en el format Pathé-Baby. El Pathé-Baby és un petit projector de manivela capaç de projectar curtmetratges, empaquetats en un cartutx metàl·lic, que contenia menys de deu metres de pel·lícula no inflamable a format 9,5 mm, destinat a ús familiar. Per tant, els distribuïdors van haver d'editar versions escurçades de les pel·lícules originals afegint intertítols per permetre seguir la història.
L'any 2016, es va anunciar el descobriment d'una segona còpia parcial de la pel·lícula amb una donació d'un col·leccionista al Museu de la Joguina de Kyoto. Aquest últim, en format de 9,5 mm, conté 8 minuts inèdits inclòs el títol, crèdits inicials, una seqüència d'obertura de cinc plans que comença amb nens jugant a "Pedra, paper, tisores" i un títol final que atribueix la pel·lícula a l'estudi Kamata del Shōchiku. Es publica una versió restaurada i augmentada en format Digital Cinema Package (DCP), amb una durada total de 22 minuts, fruit d'una col·laboració entre el Kyoto Toy Film Museum i el laboratori de restauració digital de la Universitat de Rochester.